# Tomáš Klimt
Tomáš Klimt (* 26. prosince 1973, Plzeň) je bývalý český hokejový útočník. V Extralize prošel několika kluby. Působil hlavně v českých klubech, například v Plzni, Karlových Varech, Kladně, Jihlavě, Ústí nad Labem či Kometa Brno. 15. 10. 2009 se Klimt rozhodl o předčasné ukončení smlouvy s Kometou a zbytek kariéry, kterou ukončil po sezóně 2013/14, odehrál za HC Benátky nad Jizerou.

## Hráčská kariéra
- 1991-92 HC Škoda Plzeň (E)
- 1992-93 HC Olomouc (E)
- 1993-94 HC Škoda Plzeň (E)
- 1994-95 Vajgar Jind.Hradec (1. liga)
- 1995-96 HC Plzeň (E)
- 1996-97 HC Plzeň (E)
- 1997-98 HC Karlovy Vary (E)
- 1998-99 HC Karlovy Vary (E)
- 1999-00 HC 99 TL Mělník (1. liga)
- 2000-01 HC Vagnerplast Kladno (E)
- 2001-02 HC Vagnerplast Kladno (E)

HC Vagnerplast Kladno (E,baráž)
- 2002-03 HC Vagnerplast Kladno (1. liga)
- HC Vagnerplast Kladno (E,baráž)
- 2003-04 HC Rabat Kladno (E)
- 2004-05 HC Rabat Kladno (E)

HC Dukla Jihlava (E)
HC Dukla Jihlava (E,baráž)
- 2005-06 HC Slovan Ústečtí Lvi (1. liga)

HC Slovan Ústečtí Lvi (E,baráž)
HC Rabat Kladno (E)
- 2006-07 HC Sparta Praha (E)

HC Slovan Ústečtí Lvi (1. liga)
- 2007-08 HC Slovan Ústečtí Lvi (E)

HC Kometa Brno (1. liga)
- 2008-09 HC Kometa Brno (1. liga)
- 2009-10 HC Kometa Brno (E)
- 2010-11 HC Benátky nad Jizerou (E)

?
- Celkem v Extralize: 491 zápasů, 64 gólů, 74 přihrávek, 138 bodů. (ke konci sezony 2008/2009).[1]